# Otto Roland
Otto Roland (Geburtsname: Otto Lechle; * 29. Februar 1904 in Wien; † 10. Januar 1984 in Leipzig) war ein deutscher Schauspieler, Regisseur, Intendant, Hörspielsprecher und Schriftsteller.

## Leben
Otto Roland absolvierte die Schauspielschule des Wiener Burgtheaters. Engagements als Schauspieler hatte er Anfang der 1930er Jahre in Berlin an der Freilichtbühne an der Zitadelle zu Spandau und der Volksbühne Berlin. Es folgte 1934 das Deutsche Nationaltheater Weimar, wo er als Schauspieler und Regisseur tätig war. 1946 wurde er Intendant am Theater Nordhausen und von 1949 bis 1955 wirkte er als Schauspieler und Regisseur am  Mecklenburgisches Staatstheater Schwerin. Nach einem Engagement am Deutschen Theater in Berlin stand er an den Städtischen Theatern Leipzig auf der Bühne, die seine letzte Wirkungsstätte sein sollte. Für die DEFA und den Deutschen Fernsehfunk stand er als Schauspieler vor und als Regieassistent hinter der Kamera. Nach seinem Abschied von der Bühne befasste er sich mit der Literatur und schrieb historische Romane.
Otto Roland war zeitweise mit der Schauspielerin Margarethe Taudte verheiratet, die er kennenlernte, als sie von ihm in Weimar privaten Schauspielunterricht erhielt. Beide wurden Eltern zweier Töchter, Christine Lechle und Katja Merlin, die ebenfalls Schauspielerinnen wurden. Otto Roland verstarb 1984 im Alter von 79 Jahren in Leipzig.

## Filmografie
- 1954: Ernst Thälmann – Sohn seiner Klasse
- 1957: Berlin – Ecke Schönhauser… (Regieassistent)
- 1958: Die Geschichte vom armen Hassan (Regieassistent)
- 1958: Geschwader Fledermaus
- 1959: Maria Stuart (Studioaufzeichnung)
- 1961: Gewissen in Aufruhr (Fernseh-Fünfteiler, 3 Episoden)
- 1965: Solange Leben in mir ist
- 1966: Der Staatsanwalt hat das Wort: Tote Seelen (Fernsehreihe)
- 1970: Unterwegs zu Lenin

## Theater

### Schauspieler
- 1930: Alfred Möller: Die Kleine vom Variete (Dr. Hans Wallner) – Regie: Otto de Nolte (Freilichtbühne an der Zitadelle zu Spandau)
- 1930: Oskar Blumenthal/Gustav Kadelburg: Im weißen Röss‘l (Leopold Brandmayer, Zahlkellner) – Regie: Otto de Nolte (Freilichtbühne an der Zitadelle zu Spandau)
- 1930: Franz Arnold/Ernst Bach: Hurra, ein Junge – Regie: Otto de Nolte (Freilichtbühne an der Zitadelle zu Spandau)
- 1933: William Shakespeare: Der Widerspenstigen Zähmung – Regie: Heinz Hilpert (Volksbühne Berlin – Theater am Horst Wessel Platz)
- 1934: August Hinrichs: Krach um Jolante (Gerd Bunjes) – Regie: ? (Deutsches Nationaltheater Weimar)
- 1935: Heinrich Lilienfein: Annemarie gewinnt das Freie – Regie: ? (Deutsches Nationaltheater Weimar)
- 1937: Johann Wolfgang von Goethe:  Geschichte Gottfriedens von Berlichingen mit der eisernen Hand (Adelbert von Weislingen) – Regie: Max Brock (Deutsches Nationaltheater Weimar)
- 1938: Ernst Martin/Michael Gesell: Bengalische Zukunft (Sir Philipp Francis) – Regie: Falk Harnack (Deutsches Nationaltheater Weimar)
- 1939: Roland Schacht: Schauspielerin (Fürst Olkonski) – Regie: Hans Severus Ziegler (Deutsches Nationaltheater Weimar)
- 1955: Gotthold Ephraim Lessing: Nathan der Weise – Regie: Adolf Peter Hoffmann (Deutsches Theater Berlin)
- 1956: Nâzım Hikmet: Legende von der Liebe (Sterndeuter) – Regie: Rochus Gliese (Deutsches Theater Berlin)
- 1960: Friedrich Wolf: Professor Mamlock – Regie: ? (Deutsches Nationaltheater Weimar)
- 1962: Jewgeni Schwarz: Der Schatten – Regie: Heinrich Voigt (Städtische Theater Leipzig – Schauspielhaus)
- 1962: Heinrich von Kleist: Der zerbrochne Krug – Regie: Günter Schwarzlose (Städtische Theater Leipzig – Kammerspiele)
- 1963: Molière: George Dandin – Regie: Peter Fischer (Städtische Theater Leipzig – Kammerspiele)
- 1963: Friedrich Wolf: Die Matrosen von Cattaro (Fregattenkapitän) – Regie: Karl Kayser (Städtische Theater Leipzig – Schauspielhaus)
- 1965: Johann Wolfgang von Goethe: Faust. Der Tragödie zweiter Teil – Regie: Karl Kayser (Städtische Theater Leipzig – Schauspielhaus)
- 1965: Johann Nestroy: Einen Jux will er sich machen (Brunninger) – Regie: Erich-Alexander Winds (Städtische Theater Leipzig – Schauspielhaus)
- 1965: Heinar Kipphardt: Der Hund des Generals (Ausschussmitglied) – Regie: Walter Niklaus (Städtische Theater Leipzig – Kammerspiele)
- 1966: Rolf Hochhuth: Der Stellvertreter – Regie: Karl Kayser (Städtische Theater Leipzig – Schauspielhaus)

### Regisseur
- 1934: Leo Lenz: Der stille Kompagnon (Deutsches Nationaltheater Weimar – Kammerspiele in der Weimarhalle)
- 1939: Nikolai Gogol: Der Revisor (Deutsches Nationaltheater Weimar – Kammerspiele in der Weimarhalle)
- 1940: Leo Lenz/Waldemar Frank: Polterabend (Deutsches Nationaltheater Weimar im Theater der Stadt Jena)
- 1946: Rudolf Jungnickel: Heinrich von Kleists Tod  (Theater Nordhausen)
- 1959: Friedrich Schiller: Kabale und Liebe (Mecklenburgisches Staatstheater Schwerin)

## Hörspiele
- 1956: Béla Balázs: Wolfgang Amadeus Mozart – Regie: Joachim Witte (Hörspiel – Rundfunk der DDR)
- 1979: Isidora Aguirre: Der Tiger, der Zigeuner und die dicke Romilia (Halleluja) – Regie: Helmut Hellstorff (Hörspiel – Rundfunk der DDR)

## Werke
- Zwielicht über der Donau, Historischer Roman,  Verlag der Nation, 1975
- Blick aus dem Riesenrad, Historischer Roman, Verlag der Nation, 1975
- Nacht über Österreich, Historischer Roman, Verlag der Nation, 1982 (DNB 821245015)